# Movimiento oscilatorio

Animación de Wikipedia si estuviera suspendida de un resorte. Se trata de un movimiento armónico simple.

El movimiento oscilatorio es un movimiento en torno a un punto de equilibrio estable. Este puede ser simple o completo.
-Los puntos de equilibrio mecánico son, en general, aquellos en los cuales la fuerza neta que actúa sobre la partícula es cero. Si el equilibrio es estable, un desplazamiento de la partícula con respecto a la posición de equilibrio (elongación) da lugar a la aparición de una fuerza restauradora que devolverá la partícula hacia el punto de equilibrio. 
En términos de la energía potencial, los puntos de equilibrio estable se corresponden con los mínimos de la misma.
-Un movimiento oscilatorio se produce cuando al trasladar un sistema de su posición de equilibrio, una fuerza restauradora lo obliga a desplazarse a puntos simétricos con respecto a esta posición. Se dice que este tipo de movimiento es periódico porque la posición y la velocidad de las partículas en movimiento se repiten en función del tiempo.

## Ejemplo
El movimiento oscilatorio simple constituye un ejemplo de movimiento oscilatorio. Se llama así al movimiento descrito por la ecuación siguiente
{\displaystyle x(t)=A\cos(\omega t+\phi )\,}
donde:
{\displaystyle x\,} es la elongación
{\displaystyle t\,} es el tiempo
{\displaystyle A\,} es la amplitud o elongación máxima.
{\displaystyle \omega \,} es la frecuencia angular
{\displaystyle \phi \,} es la fase inicial